# Salmo 37
El salmo 37  es, según la numeración hebrea, el trigesimoséptimo salmo del Libro de los salmos de la Biblia. Corresponde al salmo 36 según la numeración de la Biblia Septuaginta griega, empleada también en la Vulgata latina. Por este motivo, recogiendo la doble numeración, a este salmo también se le refiere como el salmo 37 (36).
Tiene la forma de un poema hebreo acróstico y se cree que fue escrito por David en su vejez.

## Contenido
El salmo trata de la cuestión de la aparente felicidad de los malvados. Advierte contra la indignación por ello, ya que la respuesta de Dios ya está fijada.

## Estructura
El texto hebreo está estructurado para que cada dos versículos formen una estrofa. Los comienzos de las estrofas individuales siguen el alfabeto hebreo .  Por tanto, el salmo pertenece al grupo de los salmos acrósticos.

## Recepción
El himno que ordenes tus caminos por Paul Gerhardt contiene el quinto versículo del Salmo 37 como un acróstico . Es decir, las primeras palabras de cada versículo resultan en este versículo una tras otra.

## Interpretación

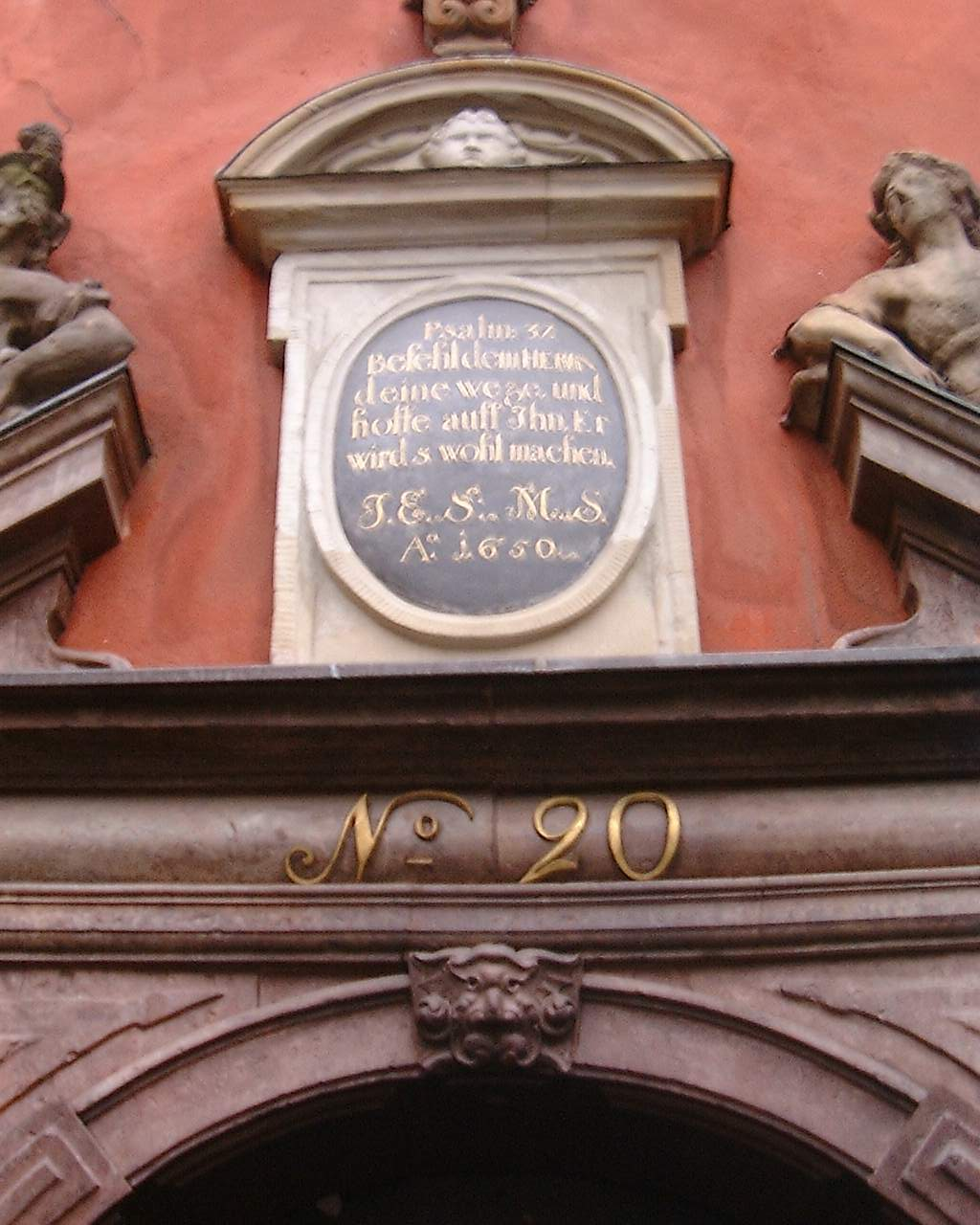
Salmo 37: 5 como inscripción en un edificio

El Salmo 37 es una respuesta al problema del mal, que el Antiguo Testamento a menudo expresa como una pregunta: ¿por qué prosperan los malos y sufren los buenos? En la New American Bible, Edición Revisada , publicada por la Iglesia Católica en los Estados Unidos, el salmo responde que esta situación es solo temporal: Dios revertirá las cosas, recompensando a los buenos y castigando a los malvados aquí en la tierra. Esta interpretación es compartida por los protestantes. Matthew Henry lo llama el llamado de David a la paciencia y la confianza en Dios por el estado de los piadosos y los inicuos. Charles Spurgeon llama "el gran enigma de la prosperidad de los impíos y la aflicción de los justos". Está escrito como un acróstico y se divide en secciones discretas. Cada sección termina con la resolución de Dios de la pregunta. 
El salmo también se ha entendido como una oración del perseguido que se ha refugiado en el templo o figurativamente de refugio en Dios. El salmo concluye con una súplica a Dios para quienes lo honran, para que los bendiga con su justicia y los proteja de las trampas de los malvados. 
El tema de heredar la tierra se repite cinco veces en este Salmo (en los versículos 9, 11, 22, 29 y 34). Antes de esto, en el Salmo 25:13, los ricos también dijeron que heredarían la tierra también. Albert Barnes también compara a los malvados que son cortados en el Salmo 37: 2 y 10 con los malvados que son cortados en el Salmo 73:27 .

## Versiones
| #  | Vulgata Sixtina Clementina | Biblia ReinaValera 1960 |
| -- | --- | --- |
| 1  | Un salmo. No te impacientes a causa de los malignos, ni envidia de los malvados:                                                                       | No te impacientes a causa de los malignos, Ni tengas envidia de los que hacen iniquidad.                                                    |
| 2  | para como la hierba que se marchita, incluso como el verde hierba.                                                                                     | Porque como hierba serán pronto cortados, Y como la hierba verde se secarán.                                                                |
| 3  | Confía en el Señor y haz el bien; y habita en la tierra, y serás saciado con sus riquezas.                                                             | Confía en Jehová, y haz el bien; Y habitarás en la tierra, y te apacentarás de la verdad.                                                   |
| 4  | El amor del Señor te concederá los deseos de tu corazón.                                                                                               | Deléitate asimismo en Jehová, Y él te concederá las peticiones de tu corazón.                                                               |
| 5  | Compromete tu camino, y confía en él, él hará. | Encomienda a Jehová tu camino, Y confía en él; y él hará.                                                                                   |
| 6  | Tu justicia es como la justicia de tu causa, como resplandor.                                                                                          | Exhibirá tu justicia como la luz, Y tu derecho como el mediodía.                                                                            |
| 7  | Sométete al Señor y ora a él. No te preocupes por el que prospera en su camino; una persona que comete injusticia.                                     | Guarda silencio ante Jehová, y espera en él. No te alteres con motivo del que prospera en su camino, Por el hombre que hace maldades.       |
| 8  | Deja de la ira y abandona la ira; sin emulación para hacer el mal.                                                                                     | Deja la ira, y desecha el enojo; No te excites en manera alguna a hacer lo malo.                                                            |
| 9  | Desde la fuente de la vida; que esperan en el SEÑOR, ellos heredarán la tierra.                                                                        | Porque los malignos serán destruidos, Pero los que esperan en Jehová, ellos heredarán la tierra.                                            |
| 10 | y aún minúsculo, y habrá un pecador; considerarás con diligencia su lugar, y no los encontrarás.                                                       | Pues de aquí a poco no existirá el malo; Observarás su lugar, y no estará allí.                                                             |
| 11 | Los mansos heredarán la tierra y gozarán de gran paz.                                                                                                  | Pero los mansos heredarán la tierra, Y se recrearán con abundancia de paz.                                                                  |
| 12 | El impío derecho, y sobre él con sus dientes. | Maquina el impío contra el justo, Y cruje contra él sus dientes;                                                                            |
| 13 | El Señor se reirá de él, porque sabe que llegará el día.                                                                                               | El Señor se reirá de él; Porque ve que viene su día.                                                                                        |
| 14 | La espada: tienen; doblaron su arcon para derribar al pobre y al menesteroso, para matar el corazón.                                                   | Los impíos desenvainan espada y entesan su arco,Para derribar al pobre y al menesteroso, Para matar a los de recto proceder.                |
| 15 | La espada entrará en sus corazones y el arco se romperá.                                                                                               | Su espada entrará en su mismo corazón, Y su arco será quebrado.                                                                             |
| 16 | Un poco de regularidad, las riquezas de muchos; | Mejor es lo poco del justo, Que las riquezas de muchos pecadores.                                                                           |
| 17 | porque los brazos de los impíos serán quebrantados, confirma al justo.                                                                                 | Porque los brazos de los impíos serán quebrados; Mas el que sostiene a los justos es Jehová.                                                |
| 18 | conoce los días de los rectos y su heredad será para siempre.                                                                                          | Conoce Jehová los días de los perfectos, Y la heredad de ellos será para siempre.                                                           |
| 19 | no serán defraudados en tiempos de angustia y en tiempos de hambre,                                                                                    | No serán avergonzados en el mal tiempo, Y en los días de hambre serán saciados.                                                             |
| 20 | porque tendrán suficiente. Los enemigos del Señor, después de que sean honrados y exaltados, serán nada y se desvanecerán como el humo que consumirán. | Mas los impíos perecerán, Y los enemigos de Jehová como la grasa de los carneros serán consumidos; se disiparán como el humo.               |
| 21 | pida prestado y no vuelva a pagar; sólo da generosamente,                                                                                              | El impío toma prestado, y no paga; Mas el justo tiene misericordia, y da.                                                                   |
| 22 | tienen la bendición de heredar la tierra; maldícelo, perecerá.                                                                                         | Porque los benditos de él heredarán la tierra; Y los malditos de él serán destruidos.                                                       |
| 23 | Los pasos del buen hombre y su camino. | Por Jehová son ordenados los pasos del hombre, Y él aprueba su camino.                                                                      |
| 24 | Cuando caigas, no se echará, porque el Señor pone su mano.                                                                                             | Cuando el hombre cayere, no quedará postrado, Porque Jehová sostiene su mano.                                                               |
| 25 | he sido joven y ahora soy viejo; ¿No he visto desamparado al justo, ni a su descendencia que busque pan?                                               | Joven fui, y he envejecido, Y no he visto justo desamparado, Ni su descendencia que mendigue pan.                                           |
| 26 | temedle todos los días; La semilla está bendecida. | En todo tiempo tiene misericordia, y presta; Y su descendencia es para bendición.                                                           |
| 27 | Apártate del mal y haz el bien, para siempre permanecerán;                                                                                             | Apártate del mal, y haz el bien, Y vivirás para siempre.                                                                                    |
| 28 | porque ama la prueba, no abandonó a sus santos para siempre. Los injustos serán castigados y la simiente de los impíos perecerá.                       | Porque Jehová ama la rectitud, Y no desampara a sus santos. Para siempre serán guardados; Mas la descendencia de los impíos será destruida. |
| 29 | los justos heredarán la tierra y vivirán en ella para siempre.                                                                                         | Los justos heredarán la tierra, Y vivirán para siempre sobre ella.                                                                          |
| 30 | hueso justa sabiduría, y su lengua pronunciará juicio.                                                                                                 | La boca del justo habla sabiduría, Y su lengua habla justicia.                                                                              |
| 31 | Ley de Dios en su corazón, y sus pasos resbalarán. | La ley de su Dios está en su corazón; Por tanto, sus pies no resbalarán.                                                                    |
| 32 | considera al justo y procura matarlo. | Acecha el impío al justo, Y procura matarlo.                                                                                                |
| 33 | El Señor no lo dejará en sus manos, ni lo condenará cuando sea juzgado.                                                                                | Jehová no lo dejará en sus manos, Ni lo condenará cuando le juzgaren.                                                                       |
| 34 | Espera al Señor y sigue su camino te exaltará para heredar la tierra: Cuando los impíos vean.                                                          | Espera en Jehová, y guarda su camino, Y él te exaltará para heredar la tierra; Cuando sean destruidos los pecadores, lo verás.              |
| 35 | Vi al impío con gran poder, y extendiéndose como un laurel verde ,                                                                                     | Vi yo al impío sumamente enaltecido, Y que se extendía como laurel verde.                                                                   |
| 36 | pasó, y he aquí que estaba y lo busqué y no encontré su lugar.                                                                                         | Pero él pasó, y he aquí ya no estaba; Lo busqué, y no fue hallado.                                                                          |
| 37 | Mantén la inocencia y mira bien, porque el hombre permanece en paz.                                                                                    | Considera al íntegro, y mira al justo; Porque hay un final dichoso para el hombre de paz.                                                   |
| 38 | injustos serán destruidos al mismo tiempo; restos de los malvados.                                                                                     | Mas los transgresores serán todos a una destruidos; La posteridad de los impíos será extinguida.                                            |
| 39 | salvación del Señor justo; y él es su protector en el tiempo de angustia.                                                                              | Pero la salvación de los justos es de Jehová, Y él es su fortaleza en el tiempo de la angustia.                                             |
| 40 | Y los ayudará y los librará; y los librará de los impíos y los salvará, porque confían en él.                                                          | Jehová los ayudará y los librará; Los libertará de los impíos, y los salvará, Por cuanto en él esperaron.                                   |

## Comentarios

### De la iglesia católica

#### A todo el salmo
Reflexión sobre el destino de justos e impíos
El Salmo 37 es una meditación sapiencial que confronta una aparente paradoja: el éxito temporal de los malvados frente a la fidelidad sufriente de los justos. Frente a esta contradicción, el salmo ofrece una enseñanza que invita a la confianza serena en Dios y a la perseverancia en el bien. En continuidad con los salmos anteriores, donde el justo expresa su dolor por la persecución (Sal 35) y se denuncia la raíz de la maldad en la falta de temor de Dios (Sal 36,2), este salmo presenta una perspectiva más amplia: aunque los impíos parezcan prosperar (cf. Sal 37,7-16), su destino final es la ruina, mientras que el justo, firme en su conducta, será sostenido por el Señor (cf. Sal 36,13; 37,3.21.27).
El salmo se organiza como una enseñanza de maestro a discípulo. En los versículos 1 al 11 se exhorta a no dejarse llevar por la envidia ni la ira ante la aparente fortuna de los impíos. En los versículos 12 al 26 se compara el comportamiento de los justos y los malvados, y se destaca la acción de Dios en favor de los primeros. Finalmente, en los versículos 27 al 40, se renuevan las exhortaciones: se insta al oyente a practicar el bien (vv. 27-33), a esperar en el Señor (vv. 34-36) y a observar el destino de los justos (vv. 37-40). El salmo está compuesto en forma de acróstico alfabético, como otros salmos didácticos (cf. Sal 34; 25; 9), lo que refuerza su carácter de instrucción ordenada. La antítesis entre los versículos iniciales (vv. 1-2) y el final (v. 40) enmarca el contenido con una clara unidad literaria. Desde una lectura cristiana, el salmo anticipa las enseñanzas de Jesús en las bienaventuranzas, especialmente la promesa hecha a los mansos (cf. Mt 5,5). Se anuncia que la verdadera herencia —la tierra prometida, símbolo de la vida eterna— es otorgada a quienes viven confiados en Dios y rechazan la violencia y la injusticia como medios para alcanzar el éxito.

#### A los versículos 1-26
Este pasaje refleja la enseñanza de un sabio que ha interiorizado la sabiduría presente desde el Salmo 1, una sabiduría que surge de la experiencia de vida, la observación de los hechos y la historia del pueblo. Es una visión que invita a confiar plenamente en Dios y en su justicia, evitando respuestas impulsivas o violentas ante el mal. Por eso, el salmo repite expresiones como “no te irrites”, “guarda silencio”, “espera en el Señor”, destacando la importancia de la paciencia y la serenidad. La justicia divina se manifiesta con certeza, tan segura como la salida del sol (v. 6). Dios es quien ha entregado la tierra a su pueblo y la reserva para quienes confían en Él (vv. 3, 9, 11). Jesús retoma esta idea en la tercera bienaventuranza (Mt 5,5), donde “heredar la tierra” equivale a participar del Reino de Dios, el don que Él ofrece al mundo (cfr. Mt 12,28). Así, quienes se mantienen fieles y confiados, sin dejarse arrastrar por la ira ante la injusticia, son los verdaderos herederos de ese Reino.
En contraste, los malvados buscan apropiarse de la tierra por medios violentos e injustos (vv. 12-14, 21), pero finalmente su violencia se volverá contra ellos (v. 15) y acabarán desapareciendo (v. 20), mientras que los justos serán los que permanezcan (v. 22). El salmista respalda esta afirmación con su propia experiencia: ha sido testigo de la acción fiel de Dios a lo largo de su vida (vv. 25-26).

#### A los versículos 27-40
Desde su experiencia, el sabio expone con firmeza sus exhortaciones finales. La primera llama a apartarse del mal y practicar el bien (v. 27), y a mantener firmeza en la observancia de la Ley del Señor (v. 31), como camino para permanecer en la tierra prometida (v. 29). La segunda insiste en la necesidad de esperar en el Señor y seguir fielmente su camino, asegurando así no solo la permanencia en la tierra, sino también el testimonio del fin de los malvados. La tercera exhortación invita a observar la conducta del justo y del hombre íntegro, modelos de vida que garantizan descendencia y permanencia (vv. 37-38), en contraposición con el destino de los impíos, que desaparecen.
El salmo concluye reafirmando la protección divina: el Señor es auxilio y fortaleza en los momentos de angustia, socorre y libera a quienes en Él se refugian (vv. 39-40). Esta actitud de confianza total en Dios, acompañada de fidelidad serena ante la injusticia, caracteriza a quienes pertenecen al Reino de Dios, tal como será anunciado por Jesucristo en el Nuevo Testamento.

Confiemos, hermanos y hermanas: sostenemos el combate del Dios vivo y lo ejercitamos en esta vida presente, con miras a obtener la corona en la vida futura. Ningún justo consigue enseguida la paga de sus esfuerzos, sino que tiene que esperarla pacientemente. Si Dios premiase enseguida a los justos, la piedad se convertiría en un negocio; daríamos la impresión de que queremos ser justos por amor al lucro y no por amor a la piedad. Por esto, los juicios divinos a veces nos hacen dudar y entorpecen nuestro espíritu, porque no vemos aún las cosas con claridad.

## Usos

### Judaísmo
- El versículo 21 se encuentra en Pirkei Avot Capítulo 2, no. 14.[9]
- El versículo 25 es parte del párrafo final de Birkat Hamazon .[9]

### Nuevo Testamento
El versículo 11 fue citado por Jesucristo en Mateo 5: 5, como una de las bienaventuranzas del Sermón de la montaña. El original dice:
Pero los mansos heredarán la tierra;
y se deleitarán con la abundancia de paz. 

### Calvinismo
Juan Calvino, del Partido de la Reforma de la Teología , por lo que se describen los salmos del argumento:
Salmo que se dirige, David piensa que muestra, contiene doctrina extremadamente útil. De hecho, mientras el fiel cuando vive como extranjero en el mundo, el asunto sea tan confuso que podrán ver en un grado notable, los resultados de la tristeza de su vida, salvo en la esperanza de un mejor consuelo, desde de vez en cuando las mentes del abatimiento. 

### Islam
El Salmo 37:29 "Los justos heredarán la tierra y habitarán en ella para siempre" se menciona en el Corán:
Antes de esto escribimos en los Salmos, después del Mensaje (dado a Moisés): "Mis siervos los justos heredarán la tierra".  

 -  Corán, sura 21 ( Al-Anbiya ), ayah 105, traducido por Yusuf Ali.

## Configuración musical
Los versículos 30-31 en latín fueron establecidos por Anton Bruckner como "Os Justi" en 1879.